# Landkreis Werdau
Der Landkreis Werdau bestand vom 17. Mai 1990 bis zum 1. August 1994 im Freistaat Sachsen.

## Geschichte
Der Landkreis Werdau entstand am 17. Mai 1990 durch ein Gesetz aus dem Kreis Werdau. Bei der Kreisreform am 1. August 1994 ging er in den neuen Landkreis Zwickauer Land über.

## Geographie
Der Landkreis lag zwischen Thüringen und Zwickau an der Pleiße.

## Gliederung
| Städte 1. Crimmitschau 2. Werdau | Gemeinden 1. Beiersdorf 2. Blankenhain 3. Dänkritz 4. Fraureuth 5. Gospersgrün 6. Hartmannsdorf 7. Königswalde 8. Langenbernsdorf 9. Langenreinsdorf 10. Langenhessen 11. Lauenhain 12. Lauterbach 13. Leubnitz 14. Mannichswalde 15. Neukirchen 16. Niederalbertsdorf 17. Ruppertsgrün 18. Steinpleis 19. Trünzig |

## Gebietsveränderungen
Die Anzahl der Gemeinden verringerte sich von 19 auf 12.
- Auflösung der Gemeinden Blankenhain, Langenreinsdorf und Mannichswalde – Eingliederung nach Crimmitschau (1. Januar 1994)
- Zusammenschluss der Gemeinden Langenbernsdorf und Trünzig zur neuen Gemeinde Langenbernsdorf (1. Januar 1994)
- Auflösung der Gemeinden Beiersdorf und Gospersgrün – Eingliederung nach Ruppertsgrün (1. Januar 1994)
- Zusammenschluss der Gemeinden Langenbernsdorf und Niederalbertsdorf zur neuen Gemeinde Langenbernsdorf (1. März 1994)

## Verkehr
Durch den Landkreis führten neben der Bundesautobahn 4 und Bundesstraße 175 auch die Bahnstrecken Leipzig-Hof, Dresden-Werdau und Werdau-Mehltheuer. Das Kennzeichen WDA ist aufgrund der Kennzeichenliberalisierung seit dem 9. November 2012 im Landkreis Zwickau erhältlich.